# Smells Like Records
La Smells Like Records è un'etichetta discografica indipendente statunitense, fondata nel 1992 da Steve Shelley dei Sonic Youth. La sua sede è a Hoboken (New Jersey).
Il nome della label è ispirato a Smells Like Teen Spirit, titolo del brano del gruppo rock alternativo statunitense Nirvana, traccia di apertura e primo singolo del loro secondo album Nevermind pubblicato nel 1991

## Artisti
- Blonde Redhead
- Bluetile Lounge
- Cat Power
- The Clears
- Christina Rosenvinge
- Dump
- Fuck
- Hungry Ghosts
- JP Shilo
- John Wolfington
- La Lengua Asesina
- Lee Hazlewood
- The Raincoats
- The Rondelles
- Sentridoh
- Shelby Bryant
- Sonic Youth
- Tim Prudhomme
- Tony Scherr
- Two Dollar Guitar